# Copa Sotxi
La Copa Sotxi és una competició ciclista d'un dia que es disputa als voltants de Sotxi (Rússia). La primera edició data del 2015 ja formant part del calendari de l'UCI Europa Tour.

## Palmarès
| Any  | Vencedor             | Segon          | Tercer              |
| ---- | -------------------- | -------------- | ------------------- |
| 2015 | Uladzimir Harakhavik | Igor Kuznetsov | Andrei Solomennikov |